# Церковь Успения Пресвятой Богородицы (Морозово)
Церковь Успения Пресвятой Богородицы (Успенская церковь) — церковь Русской православной церкви в деревне Морозово в Дмитровском городском округе Московской области.

## История
В 1627 году в писцовых книгах по Вышегородскому стану Дмитровского уезда упоминается: «…за боярином князем Алексеем Юрьевичем Сицким вотчина село Морозово, а в нём место церковное, где была церковь Рождества Иоанна Предтечи». В 1645 году селом владел Я. О. Тухачевский, а затем его дети. В 1682 году Тухачевским была дана грамота о строении деревянной церкви Успения Богоматери с приделом Николая Чудотворца.
По состоянию на 1715 году в селе было две деревянных церкви — Успенская и Никольская. В 1820—1823 годах на участке, непосредственно примыкавшем к усадьбе Тухачевских, ими был построен по храмозданной грамоте ныне существующий каменный храм. Здание церкви представляло собой одноглавый четверик, который внутри имеет форму неравногранного восьмерика, перекрытого глухим сомкнутым сводом. Трёхчастная внутри двухпридельная трапезная объединяла храм с колокольней, от которой до настоящего времени дошёл только сводчатый нижний ярус.
В 1898 году здание церкви ремонтировалась. Храм пережил Октябрьскую революцию, но был закрыт в 1930-е годы — во времена советского гонения на церковь. Здание церкви использовалось под склад зерна, а затем было заброшено. Дошедшее до настоящего времени, оно находится в руинированном состоянии.